# Les Contes de Jacques Tournebroche
Les Contes de Jacques Tournebroche est un recueil de nouvelles d'Anatole France paru en 1908.

## Liste des nouvelles
- Le Gab d'Olivier
- Le Miracle de la pie
- Frère Joconde
- La Picarde, La Poitevine, La Tourangelle, La Lyonnaise et La Parisienne
- La Leçon bien apprise
- Le Pâté de langues
- De une horrible paincture
- Les Étrennes de mademoiselle de Doucine
- Mademoiselle Roxane

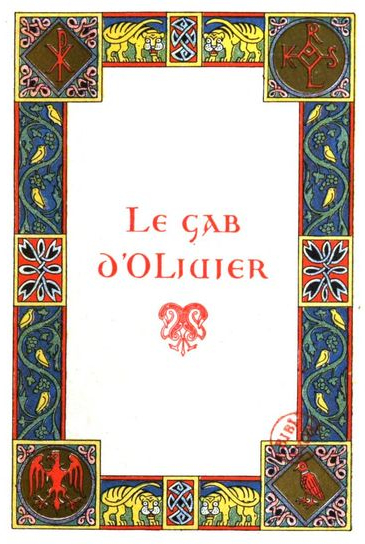
"Le Gab d'Oliver"
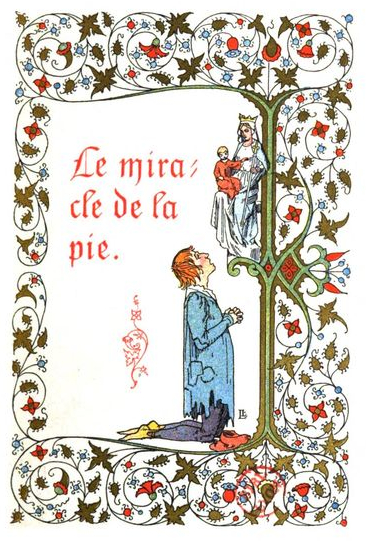
"Le miracle de la pie"
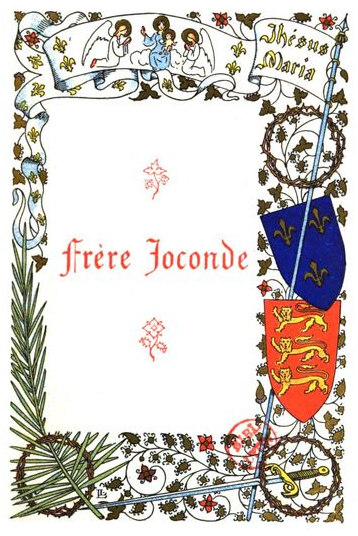
"Frère Joconde"
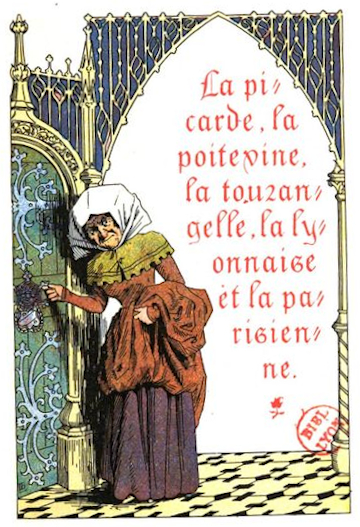
"La Picarde, La Poitevine, La Tourangelle, La Lyonnaise et La Parisienne"
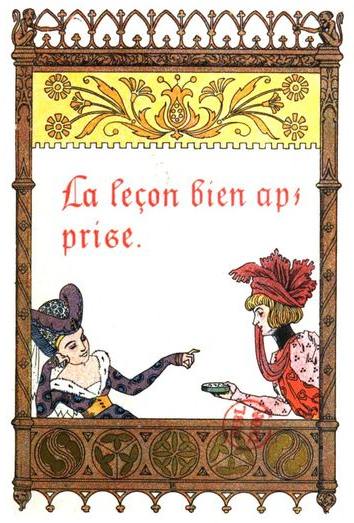
"La leçon bien apprise"
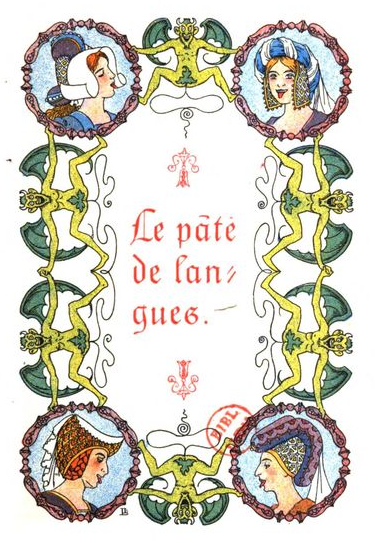
"Le Pâté de langues"
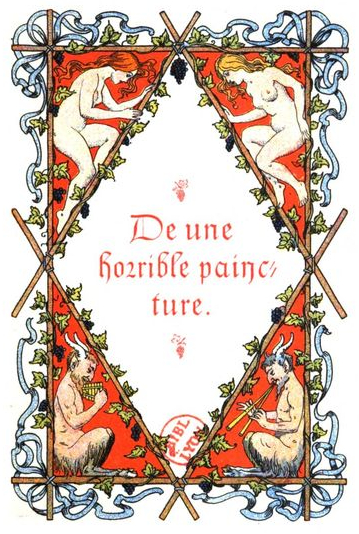
"De une horrible paincture"
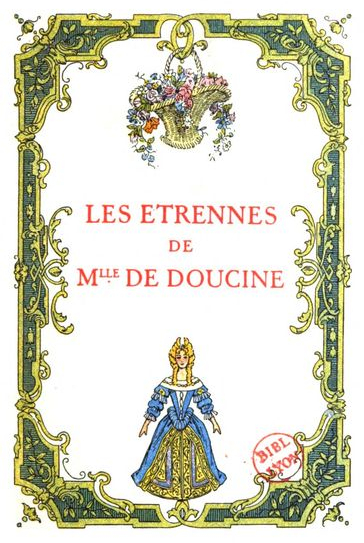
"Les Étrennes de mademoiselle de Doucine"
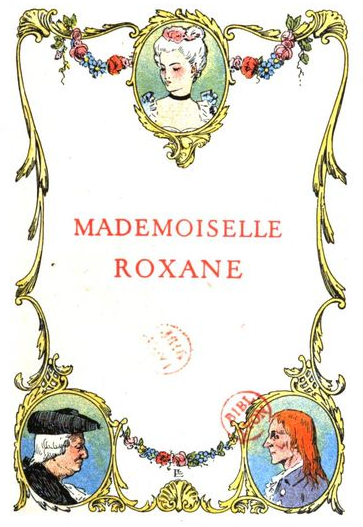
"Mademoiselle Roxane"